# Cantón de Valence-d'Albigeois
El cantón de Valence-d'Albigeois era una división administrativa francesa, que estaba situada en el departamento de Tarn y la región de Mediodía-Pirineos.

## Composición
El cantón estaba formado por catorce comunas:
- Assac
- Cadix
- Courris
- Faussergues
- Fraissines
- Lacapelle-Pinet
- Lédas-et-Penthiès
- Le Dourn
- Padiès
- Saint-Cirgue
- Saint-Julien-Gaulène
- Saint-Michel-Labadié
- Trébas
- Valence-d'Albigeois

## Supresión del cantón de Valence-d'Albigeois
En aplicación del Decreto n.º 2014-170 de 17 de febrero de 2014, el cantón de Valence-d'Albigeois fue suprimido el 22 de marzo de 2015 y sus 14 comunas pasaron a formar parte del nuevo cantón de Carmaux-1 El Ségala.